# 渋谷幸弘
渋谷 幸弘（しぶたに ゆきひろ、1960年11月26日 - 2024年9月15日）は、日本のアニメーション美術監督。青森県鶴田町出身。石垣プロダクション取締役、およびGAKIproAstudio取締役を務めた。

## 経歴
高校卒業後の1981年、20歳のときに石垣プロダクションに入社する。
持病の悪化により2024年9月15日に東京都内の病院で死去した。63歳没。

## 参加作品

### テレビアニメ
- 六神合体ゴッドマーズ（1981年、背景）
- スペースコブラ（1983年、背景）
- ルパン三世 PARTIII（1984年、背景）
- 機動警察パトレイバー（1989年、美術監督）[5]
- ルパン三世 ルパン暗殺指令（1993年、背景）
- 魔法騎士レイアース（1994年、背景）
- ルパン三世 燃えよ斬鉄剣（1994年、美術監督）[6]
- ルパン三世 ハリマオの財宝を追え!!（1995年、美術監督）[7]
- 名探偵コナン（1996年、美術監督〈初代〉、美術）[8]
- 魔法少女猫たると（2001年、美術監督）
- かみちゅ!（2005年、美術）[9]
- 銀魂（2006年 - 2010年、背景）
- おおきく振りかぶって（2007年、美術監督）[10]
- 夏目友人帳（2008年、美術）[11]
- 続 夏目友人帳（2009年、美術）
- ささめきこと（2009年、美術監督）
- おおきく振りかぶって 〜夏の大会編〜（2010年、美術監督）
- 夏目友人帳 参（2011年、美術）
- 夏目友人帳 肆（2012年、美術）
- 貧乏神が!（2012年、美術監督）[12]
- サーバント×サービス（2013年、美術監督）
- 境界のRINNE（2015年、美術監督）[13]
- 迷家-マヨイガ-（2016年、美術監督）
- 夏目友人帳 伍（2016年、美術）
- 夏目友人帳 陸（2017年、美術）[14]
- 学園ベビーシッターズ（2018年、美術監督）[15]
- 青春ブタ野郎はバニーガール先輩の夢を見ない（2018年、美術監督）[16]
- バミューダトライアングル 〜カラフル・パストラーレ〜（2019年、美術設定・美術監督）
- トニカクカワイイ（2020年、美術監督）[17]
- 不滅のあなたへ（2021年、美術監督）
- かぎなど（2021年、美術監督・美術設定）[18]
- ブルーピリオド（2021年、美術監督〈第9・10話〉）
- 魔王の俺が奴隷エルフを嫁にしたんだが、どう愛でればいい?（2024年、美術監督）[19]
- 夏目友人帳 漆（2024年、美術）[20]
- Sランクモンスターの《ベヒーモス》だけど、猫と間違われてエルフ娘の騎士として暮らしてます（2025年、美術監督）
- 東島丹三郎は仮面ライダーになりたい（2025年、美術監督）[21]

### 劇場アニメ
- ルパン三世 バビロンの黄金伝説（1985年、背景）
- AKIRA（1988年、背景）
- 名探偵コナンシリーズ
  - 名探偵コナン 時計じかけの摩天楼（1997年、美術監督）
  - 名探偵コナン 14番目の標的（1998年、美術監督）
  - 名探偵コナン 世紀末の魔術師（1999年、美術監督）
  - 名探偵コナン 瞳の中の暗殺者（2000年、美術監督）
  - 名探偵コナン 天国へのカウントダウン（2001年、美術監督）
  - 名探偵コナン ベイカー街の亡霊（2002年、美術監督）
  - 名探偵コナン 迷宮の十字路（2003年、美術監督）
  - 名探偵コナン 銀翼の奇術師（2004年、美術監督）
  - 名探偵コナン 水平線上の陰謀（2005年、美術監督）
  - 名探偵コナン 探偵たちの鎮魂歌（2006年、美術監督）
  - 名探偵コナン 紺碧の棺（2007年、美術監督）[22]
  - 名探偵コナン 戦慄の楽譜（2008年、美術監督）
  - 名探偵コナン 漆黒の追跡者（2009年、美術監督）
  - 名探偵コナン 天空の難破船（2010年、美術監督）
  - 名探偵コナン 沈黙の15分（2011年、美術監督）
  - 名探偵コナン 11人目のストライカー（2012年、美術監督）[23]
  - 名探偵コナン 絶海の探偵（2013年、美術監督）
  - 名探偵コナン 異次元の狙撃手（2014年、美術監督）
  - 名探偵コナン 業火の向日葵（2015年、美術監督）
- 犬夜叉シリーズ
  - 犬夜叉 時代を越える想い（2001年、背景）
  - 犬夜叉 鏡の中の夢幻城（2002年、背景）
  - 犬夜叉 天下覇道の剣（2003年、背景）
  - 犬夜叉 紅蓮の蓬莱島（2004年、背景）
- キン肉マンII世 マッスル人参争奪!超人大戦争（2002年、美術監督）[24]
- 蛍火の杜へ（2011年、美術）
- UFO学園の秘密（2015年、美術監督）
- GODZILLAシリーズ
  - GODZILLA 怪獣惑星（2017年、美術監督）[1]
  - GODZILLA 決戦機動増殖都市（2018年、美術監督）
  - GODZILLA 星を喰う者（2018年、美術監督）
- 夏目友人帳シリーズ
  - 劇場版 夏目友人帳 〜うつせみに結ぶ〜（2018年、美術監督）
  - 夏目友人帳 石起こしと怪しき来訪者（2021年、美術監督）
- 宇宙の法—黎明編—（2018年、美術監督）
- 宇宙の法-エローヒム編-（2021年、美術監督）

### OVA
- 左のオクロック!!（1989年、美術監督）
- 究極超人あ〜る（1991年、美術監督）
- マップス（1994年、美術監督）[25]
- KEY THE METAL IDOL（1994年 - 1997年、美術監督）
- サクラ大戦 桜華絢爛（1997年、美術監督）
- 新・男樹（1998年、美術監督）
- サクラ大戦 轟華絢爛（1999年 - 2000年、美術監督）[26]
- とらいあんぐるハート 〜Sweet Songs Forever〜（2003年、美術監督）
- トニカクカワイイ 〜SNS〜（2021年、美術監督）

### Webアニメ
- トニカクカワイイ 〜制服〜（2022年、美術監督）
- トニカクカワイイ 女子高編（2023年、美術監督）